# 井上吉次郎 (地本問屋)
井上 吉次郎（いのうえ きちじろう、生没年不詳）は明治時代の東京の地本問屋。

## 来歴
庭花堂と号す。明治期に東京府日本橋区高砂町12番地、本町2丁目10番地で営業している。主に豊原国周、2代目歌川国直、小林清親の錦絵を出版している。

## 作品
- 豊原国周 『景色美人揃』 大判 錦絵揃物 明治2年（1869年）
- 2代目歌川国直 『向島之満華』 大判 錦絵 明治18年（1885年）
- 小林清親 『朝鮮豊島海戦之図』 大判3枚続 明治27年（1894年）
- 小林清親 『平壌攻撃電気使用之図』 大判3枚続 明治27年
- 小林清親 『我野戦砲兵九連城幕営攻撃』 大判3枚続 明治27年
- 小林清親 『東京名所真景之内 如月 待乳山雪の黄昏』 大判3枚続 錦絵 明治29年（1896年）
- 小林清親 『大激戦二百三高地占領』 大判3枚続 錦絵 明治38年（1905年）